# アブドゥル・サッタール・アブー・リシャ
アブドゥル・サッタール・アブー・リシャ（英語: Abdul Sattar Abu Risha、1972年 - 2007年9月13日）は、イラクのシャイフ。同国で勢力を拡大するアル＝カーイダへ対抗するため、地元民からなる自警団「覚醒評議会」を指導していた。2007年9月13日、自宅前に仕掛けられた爆弾によって暗殺された。37歳没。